# Línia evolutiva de Gligar
Aquesta línia evolutiva de Pokémon inclou Gligar i Gliscor.

## Gligar
Gligar és una de les espècies que apareixen a la franquícia Pokémon. És de tipus terra i tipus volador i evoluciona a Gliscor.

## Gliscor
Gliscor és una de les espècies que apareixen a la franquícia Pokémon. És de tipus terra i tipus volador i evoluciona de Gligar.